# Concord (New York)
Concord è un comune degli Stati Uniti d'America, situato nello Stato di New York, nella contea di Erie.